# Urojàine (Sovetski)
|  | Per a altres significats, vegeu «Urojàinoie». |

Urojàine (en (ucraïnès): Урожайне) és un poble de la República Autònoma de Crimea a Ucraïna, que el 2014 tenia 1.119 habitants. Pertany al districte rural de Sovetski.